# أوفو هايدرو
أوفو هايدرو هي صالة متعددة الأستخدامات تقع في غلاسكو، إسكتلندا وهي أكبر صالة ترفيهية في البلاد.